# Sigismund von Zedlitz und Neukirch
Sigismund Freiherr von Zedlitz und Neukirch (Pseudonym Hegewald; * 24. Mai 1838 auf Schloss Neukirch, heute Nowy Kościół; † 8. Juli 1903 in Halle (Saale)) war ein deutscher Jagdkynologe und Jagdschriftsteller.

## Leben
Zusammen mit Carl Rehfus („Oberländer“) und anderen Kynologen war Hegewald Initiator des 1891 gegründeten Vereins für Prüfung von Gebrauchshunden zur Jagd. Er war hauptsächlich an der Grundlagenzucht des Deutsch-Drahthaars und der Neuzüchtung des Pudelpointers beteiligt. Hier stand für ihn immer der Leistungsgedanke im Vordergrund, sein Ziel war die Schaffung eines „Vollgebrauchshundes“, also eines Vorstehhundes, der auch alle anderen jagdlichen Aufgaben wie Stöberarbeit, Verlorensuche, Wasserarbeit und Schweißarbeit erfüllen kann. Dieses Ideal findet sich heute in den deutschen und kontinentalen Vorstehhundrassen wieder.
Hegewald war einer der ersten Befürworter von Leistungsprüfungen und schuf 1892 in diesem Zuge das Deutsche Gebrauchshundstammbuch (DGStB), in dem alle Anlage- und Leistungsprüfungen eingetragen werden und das heute noch vom JGHV geführt wird.
Daneben schrieb er zum Thema Jagdkynologie, so war er u. a. Redakteur des Waidmanns (1896), Schriftleiter der Oberländer Jagdzeitung sowie Autor unter anderem der  Bücher Der Gebrauchshund zur Jagd (1881) und Entwicklungsgeschichte der deutschen Kynologie (1889).
Das „Deutsche Jagdmaler-Album“, Leipzig, Mai 1881, mit der Unterschrift „Hegewald, praktischer Jäger“, erschien zur Eröffnung der „Internationalen Jagd-Ausstellung zu Bad Cleve“. Enthalten waren die damals lebenden Jagdmaler, welche zugleich Illustratoren der Jagdzeitung Der Weidmann, Blätter für Jäger und Jagdfreunde: Erste Illustrirte Deutsche Jagdzeitung waren.
Die jährlich stattfindende internationale Zuchtausleseprüfung des Vereins Deutsch-Drahthaar trägt ihm zur Ehre den Namen Hegewald.